# لاتينية معاصرة
اللاتينية المعاصرة هي صيغة اللغة اللاتينية المستخدمة من نهاية القرن التاسع عشر حتى الوقت الحاضر. يمكن تمييز أنواع مختلفة من اللاتينية المعاصرة. من ناحية هناك بقاءها في مجالات مثل التصنيف كنتيجة لوجود واسع الانتشار للغة في العصر اللاتيني الجديد. عادة ما يُعثَر على هذا في شكل مجرد كلمات أو عبارات تستخدم في السياق العام للغات الأخرى. من ناحية أخرى، هناك استخدام اللاتينية كلغة في حد ذاته كوسيلة كاملة للتعبير. إن العيش أو التحدث باللغة اللاتينيى، هونها التطور الأكثر تحديدًا للغة اللاتينية في السياق المعاصر.